# 양홍 (촉한)
양홍(楊洪, ? ~ 228년)은 중국 후한 말 ~ 삼국시대 촉한의 정치가로, 자는 계휴(季休)이며, 건위군(楗爲郡) 무양현(武陽縣) 사람이다.

## 행적
유장(劉璋)의 대에 부제군(部諸郡)을 지냈다.
214년, 유비(劉備)가 촉 땅을 평정하자 귀순하여 공조(功曹)가 되고, 촉군태수(蜀郡太守)로 옮겼다.
222년, 유비가 육손(陸遜)에게 대패하여 후퇴했을 때 영안(永安)으로 돌아왔다.
223년, 한가태수(漢嘉太守) 황원(黃元)이라는 사람이 유비가 죽은 틈을 타 반란을 일으키자 성도(成都)가 텅 비었는데, 계책을 내어 그를 사로잡아 관내후(關內侯)에 올랐다.
227년, 제갈량(諸葛亮)이 북벌을 준비할 때 상서(尙書)로 임명되었으며, 이어 월기교위(越騎校尉)까지 승진했다.
이듬해에 세상을 떠났다.

## 같이 보기
- 삼국지 인물 목록
- 진수 (서진)
- 배송지